# باشگاه ورزشی نجران
باشگاه نجران (به عربی: نادي نجران) یک باشگاه فوتبال از عربستان سعودی است که در شهر نجران قرار دارد. این باشگاه هم‌اکنون در لیگ دسته دوم فوتبال عربستان سعودی بازی می‌کند.
نجران یک بار به مقام نایب قهرمانی در لیگ دسته ۱ و یک بار به مقام قهرمانی در لیگ دسته ۲ عربستان رسیده است.
این باشگاه در سال ۱۹۸۰ میلادی تأسیس شده است.

## مربیان پیشین
- میودراگ یشیچ